# لی سه دول
لی سه دول (کره‌ای: 이세돌؛ زادهٔ ۲ مارس ۱۹۸۳) بازیکن حرفه‌ای سابق گو اهل کره جنوبی با رده‌بندی دان ۹ است. تا فوریه ۲۰۱۶، او با ۱۸ عنوان بین‌المللی در جایگاه دوم قرار داشت و فقط لی چانگ هو با ۲۱ عنوان از او پیشی گرفته بود. لقب او «سنگ قوی» (سِن دول) است. در مارس ۲۰۱۶، او یک سری مسابقات مهم را مقابل برنامه آلفاگو بازی کرد که در نهایت با شکست ۴–۱ او همراه بود.
در ۱۹ نوامبر ۲۰۱۹، لی اعلام کرد که از بازی حرفه‌ای بازنشسته می‌شود و دلیل آن را سلطهٔ روزافزون هوش مصنوعی دانست و گفت که دیگر نمی‌تواند به عنوان بهترین بازیکن بازی گو شناخته شود. او هوش مصنوعی را «موجودی که نمی‌توان آن را شکست داد» توصیف کرد. در مقاله‌ای که در نیویورک تایمز در سال ۲۰۲۴ منتشر شد، لی گفت: «باختن به هوش مصنوعی به نوعی یعنی تمام دنیای من در حال فروپاشی بود.» او همچنین توضیح داد که چرا بازنشسته شد: «دیگر نمی‌توانستم از بازی لذت ببرم. به همین دلیل بازنشسته شدم.»

### در یوتیوب
- لی سه دول در فیس‌بوک
- 1st match against AlphaGo
- 2nd match against AlphaGo
- 3rd match against AlphaGo
- 4th match against AlphaGo
- 5th match against AlphaGo
- AlphaGo (documentary featuring Lee)